# Zinnura Dzhurayeva
Zinnura Dzhurayeva (ur. 26 września 1985) – uzbecka judoczka. Olimpijka z Pekinu 2008, gdzie zajęła dziewiętnaste miejsce w wadze półlekkiej.
Startowała w Pucharze Świata w 2002. Siódma na igrzyskach azjatyckich w 2002. Brązowa medalistka mistrzostw Azji w 2003 roku.

## Letnie Igrzyska Olimpijskie 2008
| Konkurencja | Eliminacje            | Klas. końcowa |
| Konkurencja | Przeciwnik I          | Miejsce       |
| ----------- | --------------------- | ------------- |
| 52 kg       | Romy Tarangul (GER) P | 19.           |